# NGC 7122
NGC 7122 је двојна звезда у сазвежђу Јарац која се налази на NGC листи објеката дубоког неба.
Деклинација објекта је - 8° 49' 47" а ректасцензија 21h 45m 47,8s. Привидна величина (магнитуда) објекта NGC 7122 износи 13,8.